# Seminario mayor de Asidonia-Jerez

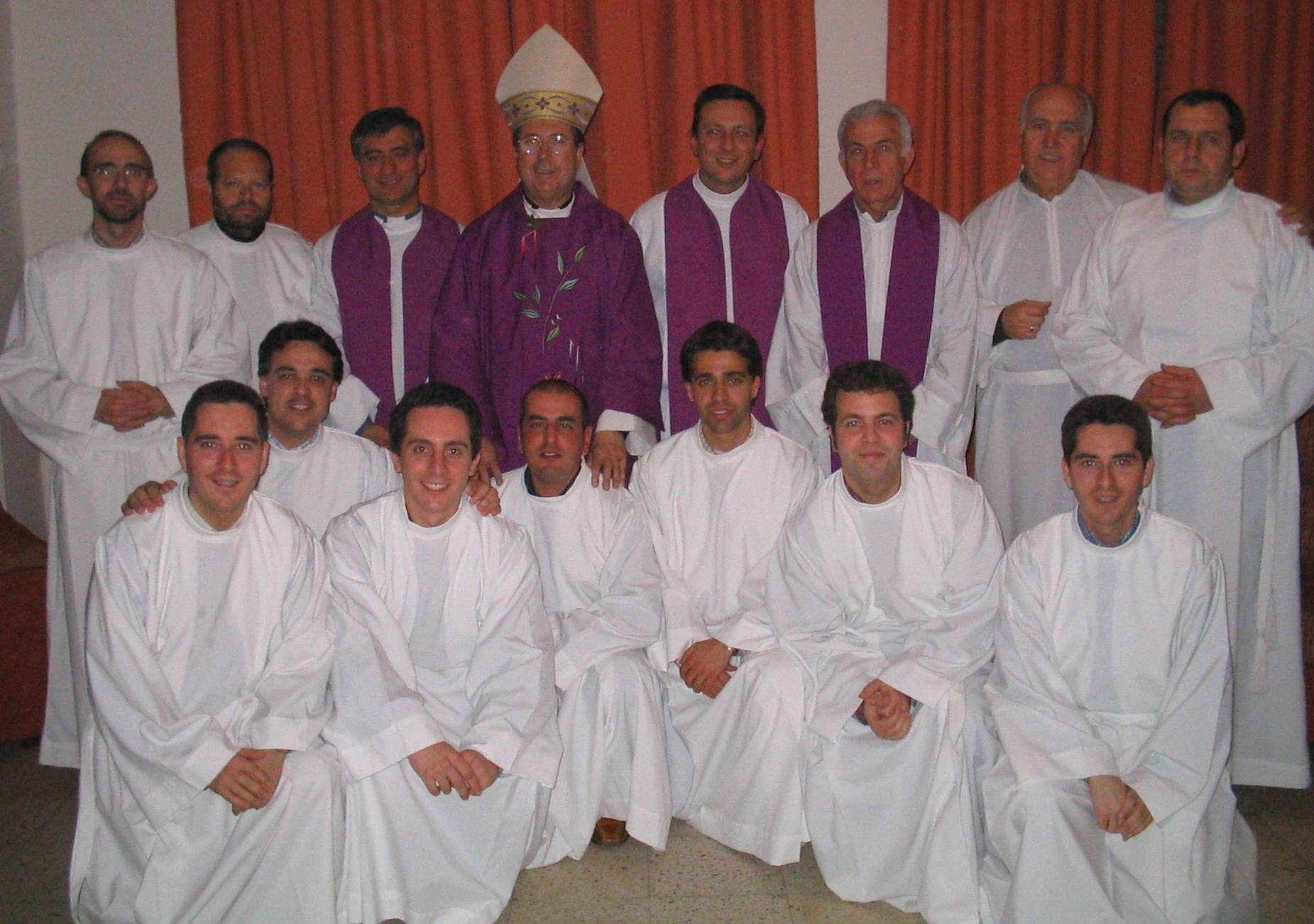
Seminario mayor de Asidonia-Jerez (2005)

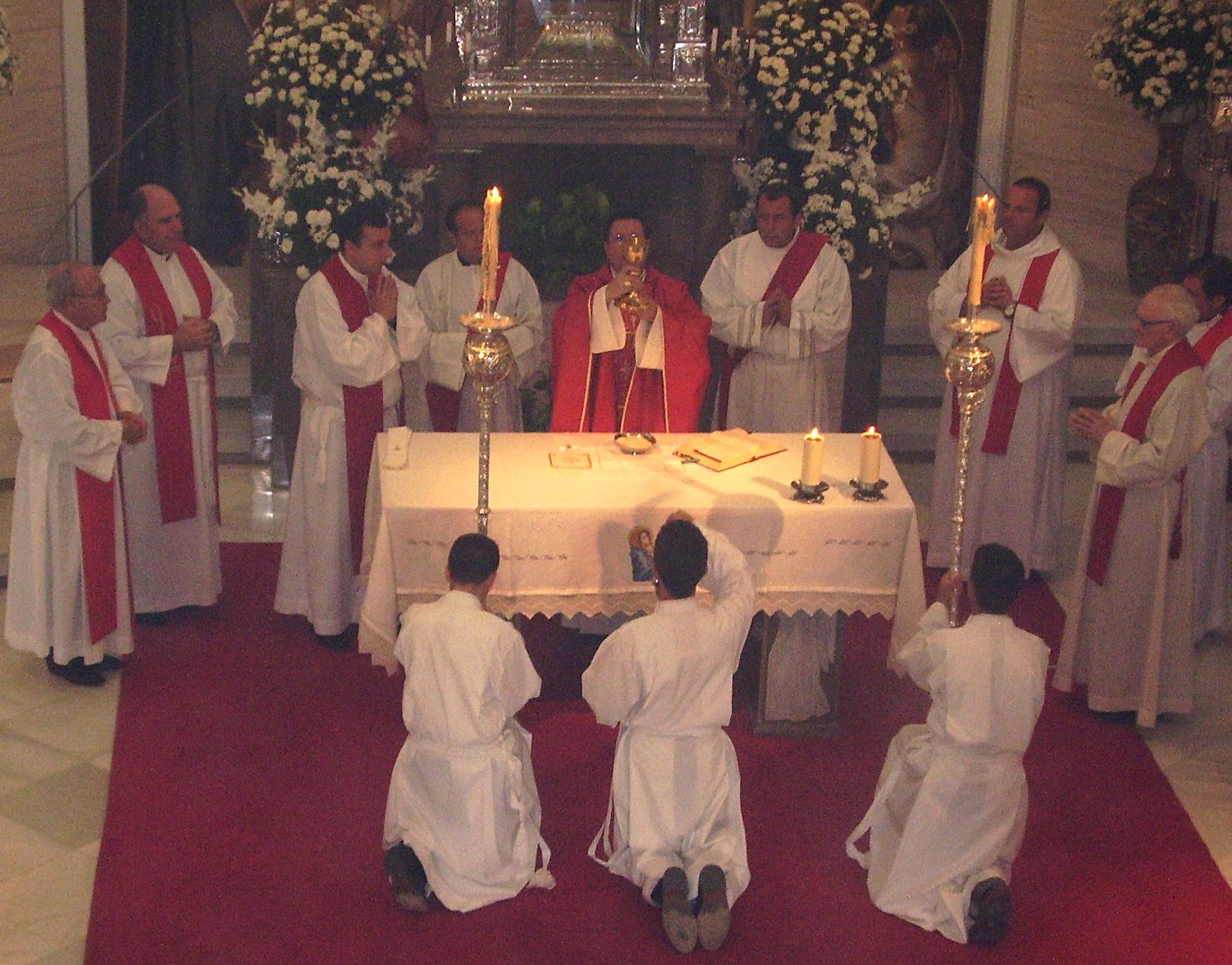
Seminario mayor de Asidonia-Jerez (2005)

El seminario de Asidonia-Jerez fue fundado en 1985 por el obispo don Rafael Bellido Caro. Tiene como titular a San Juan de Ávila. Los estudios académicos se realizan en el Instituto Teológico San Juan de Ávila que dependen desde el 2007 de la Universidad Pontificia de Salamanca. En la actualidad cuenta con 16 jóvenes en formación, de los cuales 3 son lectores.

## Historia
Este seminario pertenece a la Diócesis de Asidonia-Jerez erigida por bula papal el 3 de marzo de 1980, lleva el título de Assidonense-Jerezano para recordar de forma permanente aquel obispado antiguo del que formaba parte.
Desde el año 2020 radica en la Iglesia de Madre de Dios, tras el cierre del antiguo convento por parte de las clarisas en 2018.
No contó con sede propia hasta el año 2019 en el que se construyó la misma. Con anterioridad se localizaba junto a la Capilla del Calvario. Aunque durante 7 años, debido a las obras su sede radicó temporalmente en el Colegio de la Compañía de María de Jerez de la Frontera. Tras dichas obras se construyó la Casa Sacerdotal San Bruno, en la cual residió el seminario. Tras varios años en la sede de la capilla del Calvario, y con la partida de las clarisas del monasterio de Madre de Dios y la adaptación y reforma integral del mismo pasó el seminario a la que es su sede definitiva.

## Seminario menor
El Seminario menor es el lugar en el que se forman aquellos jóvenes, llamados al sacerdocio, no han alcanzado la mayoría de edad. Estudian aquí jóvenes en los niveles académicos de ESO y bachillerato.

## Pre-Seminario
Se denomina pre-seminario al conjunto de actividades que se realizan por toda la diócesis con jóvenes que tiene algún tipo de inquietud vocacional.

## Rectores

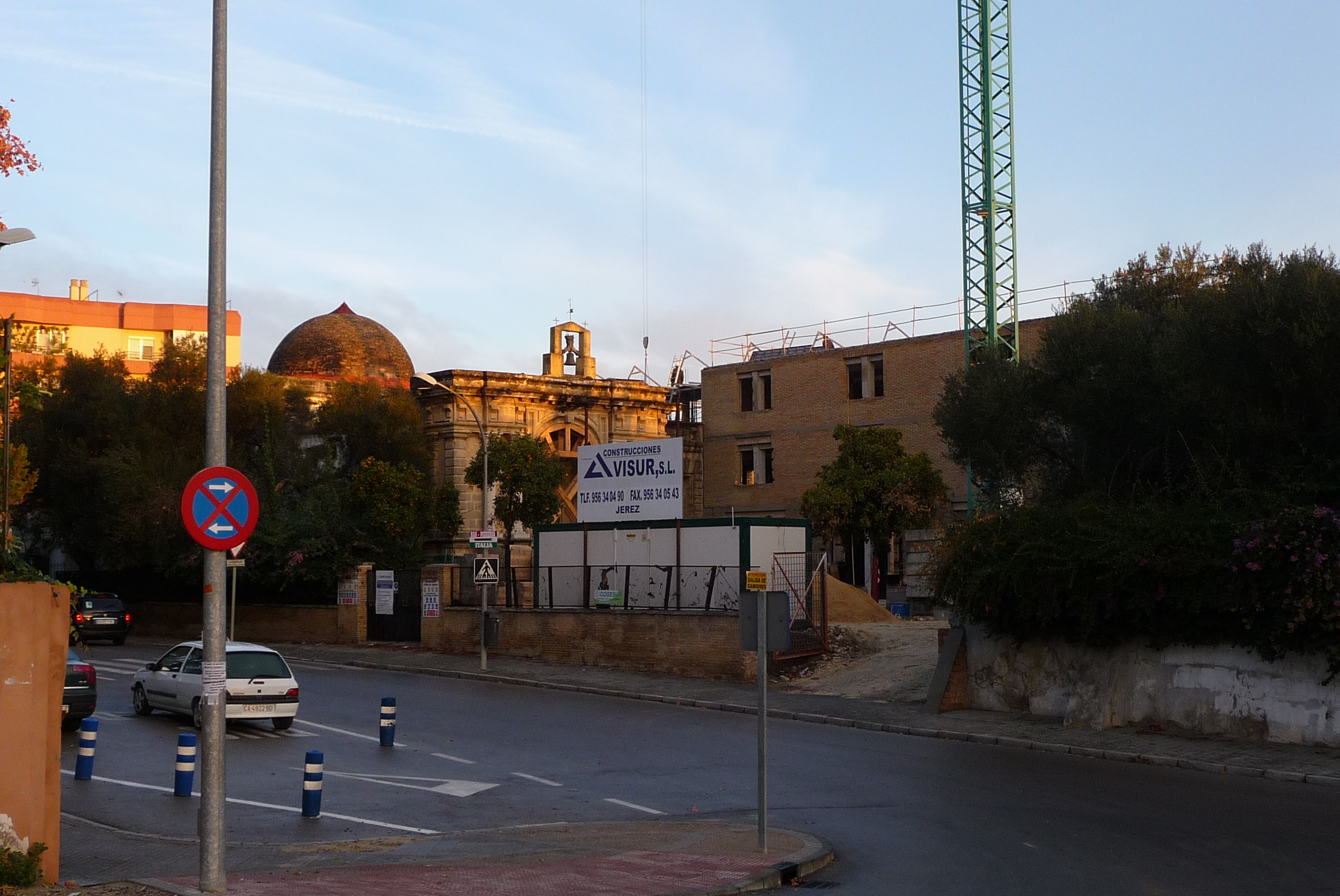
Seminario en obras

- D. Domingo Gil Baro. Rector 1985-1990.
- D. Luis Delgado Serrano. Rector 1990-1994.
- D. Antonio López Fernández. Rector 1994-2001.
- D. Eugenio Romero López. Rector 2001-2005.
- D. Ignacio Onésimo Gaztelu Pastor. Rector desde 2005-2022.
- D. Antonio Luis Sánchez Álvarez. Rector 2022-presente.